# 磯辺隆之
磯辺 隆之（いそべ たかゆき、1959年6月1日 -）は日本の男子陸上競技選手。専門は短距離走。
筑波大学在籍時の1981年に東京都で開催されたアジア陸上競技選手権大会の400mに出場し、金メダルを獲得している。
現在は都立清瀬高校の体育教師をしている